# Остаци дана
Остаци дана (енгл. The Remains of the Day) је филмска адаптација истоименог романа Казуа Ишигура, добитника „награде Букер”. Био је номинован за осам Оскара, али није добио ниједног. 
Стивенс, батлер који служи свом господару уз велике личне губитке и који је жртвовао тело и душу како би служио свом господару послодавцу, у годинама које су претходиле Другом светском рату, прекасно схвата колико је погрешна била његова оданост. Међутим, када сазна за нацистичке склоности свог послодавца, мора да донесе одлуку да остане или оде.

## Радња
Ово је филм о Џејмсу Стивенсу, батлеру који је цео свој живот провео предано обављајући своје дужности. Његов послодавац је био угледни политичар и у његовом дворцу су се решавала питања од светског значаја. Стивенс је сматрао да достојанственост треба да буде једина тежња сваког батлера. Поштујући своју професију и свог господара, савладавао је емоције у најтежим тренуцима и увек био присебан, одан и беспрекоран. Тако је изгубио свог оца и своју једину љубав. У позним годинама, када дворац дође у руке новопеченог америчког богаташа, Стивенс се пита где му је прошао живот и да ли је све вредело.

## Награде и номинације
| награда       | категорија                  | номиновани         | добио |
| ------------- | --------------------------- | ------------------ | ----- |
| Оскар         | најбољи филм                |                    | Не    |
| Оскар         | најбољи режисер             | Џејмс Ајвори       | Не    |
| Оскар         | најбоља главна глумица      | Ема Томпсон        | Не    |
| Оскар         | најбољи главни глумац       | Ентони Хопкинс     | Не    |
| Оскар         | најбољи костим              |                    | Не    |
| Оскар         | најбоља музика              |                    | Не    |
| Оскар         | најбољи адаптирани сценарио | Рут Проуер Џабвала | Не    |
| Оскар         | најбоља сценографија        |                    | Не    |
| BAFTA         | најбољи филм                |                    | Не    |
| BAFTA         | најбоља главна глумица      | Ема Томпсон        | Не    |
| BAFTA         | најбољи главни глумац       | Ентони Хопкинс     | Не    |
| BAFTA         | најбоља камера              |                    | Не    |
| BAFTA         | најбољи адаптирани сценарио | Рут Проуер Џабвала | Не    |
| Златни глобус | најбољи филм (драма)        |                    | Не    |
| Златни глобус | најбољи режисер             | Џејмс Ајвори       | Не    |
| Златни глобус | најбоља главна глумица      | Ема Томпсон        | Не    |
| Златни глобус | најбољи главни глумац       | Ентони Хопкинс     | Не    |
| Златни глобус | најбољи адаптирани сценарио | Рут Проуер Џабвала | Не    |
| Гоја          | најбољи европски филм       |                    | Не    |

## Улоге
| Глумац         | Улога                             |
| -------------- | --------------------------------- |
| Ентони Хопкинс | Џејмс Стивенс                     |
| Ема Томпсон    | Сара Кентон                       |
| Џејмс Фокс     | лорд Дарлингтон                   |
| Кристофер Рив  | Трент Луис                        |
| Питер Вон      | Вилијам Стивенс                   |
| Хју Грант      | лордов кум                        |
| Бен Чаплин     | Чарли, лакеј                      |
| Лина Хиди      | Лизи, слушкиња                    |
| Мајкл Лонсдејл | Дупон Д'Иври, француски дипломата |
| Тим Пигот-Смит | Томас Бен                         |
| Волф Калер     | Јоаким фон Рибентроп              |